# Паваротти (фильм)
«Паваротти» (англ. Pavarotti) — документальный фильм Рона Ховарда о легендарном оперном певце Лучано Паваротти. В различных эпизодах картины появляются принцесса Диана, Спайк Ли, Боно, Стиви Уандер, Нельсон Мандела, Хосе Каррерас и другие.
Мировая премьера «Паваротти» состоялась 4 июня 2019 года. В российский прокат фильм вышел 25 июля.

## Производство
Фильм был снят с использованием семейных архивов Паваротти, интервью и записей живой музыки. Создатели общались не только с женами, членами семьи, учениками и коллегами маэстро из мира оперы и рок-музыки, но также с менеджерами, промоутерами и маркетологами, которые помогали Паваротти строить его феноменальную карьеру.
Формат картины — трехактовая опера. По словам монтажера и, по совместительству, исполнительного продюсера фильма Пола Краудера, это решение создателям «Паваротти» подсказала сама жизнь певца, которую можно гармонично разделить на три акта. «В первом акте он из деревенского учителя в Модене неожиданно превращается в знаменитого оперного певца. Второй акт ознаменован эрой Трех Теноров, которая для Паваротти связана не только с невероятной славой, но и с сомнениями в собственной состоятельности. И, наконец, финальный акт — период Паваротти, когда он вместе с друзьями собирал средства на помощь детям и активно сотрудничал с другими артистами».
Для улучшения качества звучания арий в исполнении Паваротти оскароносный звукорежиссер Крис Дженкинс («Безумный Макс: Дорога ярости», «Последний из могикан», «Из Африки») использовал в студии звукозаписи Abbey Road современную многоканальную звуковую технологию Dolby Atmos.
Рон Ховард, помимо режиссерских функций, выполнял на проекте также функции продюсера, работая вместе с Брайаном Грейзером, Найджелом Синклером, Джинн Эльфан Фестой и Майклом Розенбергом. Дэвид Блэкмэн и Дикон Штайнер выступали в качестве исполнительных продюсеров картины.

### Саундтрек
Официальный альбом с саундтреками к фильму под названием «Pavarotti: Music from the Motion Picture» был выпущен на интернет-платформах и CD-дисках 7 июня 2019 года лейблом Decca Records. Альбом содержит в общей сложности 22 композиции, включающие студийные треки и живые записи.

## Релиз
«Паваротти» — американо-британский проект, основными дистрибьюторами которого выступают CBS Films и HanWay Films. В России дистрибьютором фильма является кинопрокатная компания Вольга.
Впервые трейлер фильма был показан 10 февраля 2019 года на 61 церемонии премии «Грэмми». В сети оригинальный трейлер был опубликован компанией CBS Films 9 апреля. Его локализованная версия появилась в интернете 3 июня.
Мировая премьера документального фильма «Паваротти» состоялась 4 июня 2019 года. В российский прокат фильм выйдет 25 июля.

## Критика
На портале Rotten Tomatoes рейтинг фильма составляет 85 %. Он основан на 39 рецензиях со средней оценкой 6,76 / 10. Консенсус мнений следующий: «Фильм отдает дань уважения выдающемуся культурному деятелю с такой документальностью, что очевидная привязанность создателей к объекту картины оказывается заразительной». На сайте Metacritic у «Паваротти» средняя оценка 67 из 100. Она основана на 14 рецензиях и указывает в целом на благоприятные отзывы на фильм.
По словам CBS News, документальный фильм о Паваротти взмывает так же, как его легендарный голос. Издание USA Today выразило мнение, что фильм «служит ярким напоминанием о том, какую огромную роль сыграл великий тенор Лучано Паваротти в жизни поколения» и что «страстный образ жизни заразительно сияющей оперной звезды, любящей гавайские рубашки, является самым пленительным элементом в фильме». В The New York Times картину назвали жизнеутверждающей.
Помимо прочего, в СМИ имеют место следующие высказывания о фильме:
«Паваротти, ушедший из жизни 12 лет назад, благодаря Рону Ховарду еще больше увеличит армию своих поклонников» (The Hollywood Reporter). «Рон Ховард позволяет зрителю понять, каким был Паваротти на самом деле»(Variety). «Фильм Говарда полон страсти, подобно опере»(National Review). «Если вы не фанат оперы, после великолепного фильма „Паваротти“ Рона Ховарда, вам, возможно, придется изменить свое мнение об этом жанре искусства»(Deadline).